# TOMA Transporte Urbano das Caldas da Rainha
TOMA é o sistema de transporte urbano que serve a cidade das Caldas da Rainha. O “Toma” é uma homenagem à figura de “Zé Povinho”. O serviço foi inaugurado pela Câmara Municipal no dia 15 de maio de 2007, feriado municipal.

## Síntese do sistema
O serviço TOMA é composto por três rotas: Linha Azul (Mercado - Rugby/Quinta do Pinheiro Manso), Linha Laranja (Circular Caldas da Rainha Poente), e Linha Verde (Circular Caldas da Rainha Sul). 

As linhas Laranja e Verde foram inauguradas a 15 de maio de 2007, no âmbito da primeira fase do serviço TOMA.  Em maio de 2008, o município anunciou a terceira linha do TOMA, a Linha Azul, que serve as zonas norte da cidade não incluídas nas duas linhas da primeira fase. A introdução da nova linha foi adiada, a empresa que ganhou o concurso para a exploração da linha decidiu não levar a cabo o projeto.   O município inaugurou a nova linha a 19 de setembro de 2009, Dia dos Transportes Públicos, porém Caldas da Rainha não aderiu formalmente à Semana Europeia da Mobilidade, que decorre anualmente entre 16 e 22 de Setembro. 

Em 2014 foi criado um reforço Linha Verde, que consiste na realização de uma viagem diária nos dias úteis, em período escolar, destinada aos alunos que residem na Cidade Nova, no Bairro da Ponte e no Bairro das Morenas e que frequentam a EBI Santo Onofre, dado os horários existentes não serem compatíveis com o horário de início das atividades letivas  
O TOMA circula nos dias úteis entre as 07:25 horas e as 20:10 horas, e aos Sábados entre as 08:00 horas e as 14:30 horas, durante todo o ano. 

 

## Tarifário
A 1 de Janeiro de 2025, o Oeste (sub-região) tornou-se na primeira região do país com transportes (rodoviários) gratuitos  através do Passe M Oeste, onde residentes, trabalhadores e estudantes dos 12 concelhos do Oeste podem viajar de autocarro gratuitamente.  Sendo Caldas da Rainha um concelho integrante e cidade administrativa da Comunidade Intermunicipal do Oeste os transportes publicos urbanos TOMA e interurbanos Rodoviária do Oeste beneficiaram desta medida.    
Para não residentes, estudantes ou trabalhadores o tarifário do TOMA contempla as seguintes modalidades – o TTT – Título de Transporte do TOMA (sistema de bilhete pré-comprado) e cartões pré-pagos, nas tipologias VIAGEM-A-VIAGEM e DIA-A-DIA. Estes cartões são vendidos no posto de atendimento do TOMA (agência comercial no Terminal da Rodoviária do Oeste) ou a bordo da viatura. 

## Frota
Em abril de 2025 a Câmara Municipal das Caldas da Rainha anunciou 4 novos ônibus (português brasileiro) ou autocarro (português europeu), com uma nova imagem e maior capacidade, face aos anteriores minibus 
Os anteriores minibus ao serviço das Caldas da Rainha 